# Spinning Coaster (Kinderstad Heerlen)
Spinning Coaster is een stalen draaiende indoorachtbaan in familiepretpark Kinderstad Heerlen, in Heerlen. De achtbaan werd gebouwd door de Italiaanse SBF Visa Group en is van het model MX608.

## Geschiedenis
De achtbaan werd in november 2018 gebouwd. Het was hiermee de tweede achtbaan in het overdekte park na Achtbaan.

## Technische informatie
Spinning Coaster maakt gebruik van een wieloptakeling in combinatie met één achtbaantrein. De passagiers zitten twee aan twee met de rug tegen elkaar aan in de wagentjes die bestaat uit 4 wagens waardoor er maximaal 16 personen plaats kunnen nemen. De baan is 58 meter lang. Het traject is een figuur 8 met een hoogteverschil van 5,3 meter. De trein gaat 3 rondjes over het traject waarna het doorschiet bij het station en vervolgens door de banden van de wieloptakeling geremd wordt en terug naar het station gaat om tot stilstand te komen.